# Třída Oslo
Třída Oslo byla třída fregat Norského královského námořnictva konstrukčně vycházejících z amerických eskortních torpédoborců třídy Dealey. Polovinu nákladů na její stavbu hradily USA. Třída byla v 70. letech 20. století modernizována a od roku 2005 byla postupně nahrazena fregatami třídy Fridtjof Nansen.

## Stavba
Celkem bylo norskou loděnicí Marinens Hovedverft v Hortenu postaveno pět jednotek této třídy.
Jednotky třídy Oslo:
| Jméno             | Spuštěna       | Vstup do služby    | Status                                                                |
| ----------------- | -------------- | ------------------ | --------------------------------------------------------------------- |
| Oslo (F 300)      | 17. ledna 1964 | 29. ledna 1966     | Roku 1994 se potopila poté, co kvůli poruše pohonu najela na mělčinu. |
| Bergen (F 301)    | 23. srpna 1965 | 15. května 1967    | Vyřazena.                                                             |
| Trondheim (F 302) | 4. září 1966   | 2. června 1966     | Vyřazena.                                                             |
| Stavanger (F 303) | 4. února 1966  | 1. prosince 1967   | Vyřazena.                                                             |
| Narvik (F 304)    | 8. ledna 1965  | 30. listopadu 1966 | Vyřazena, muzejní loď.                                                |

## Konstrukce

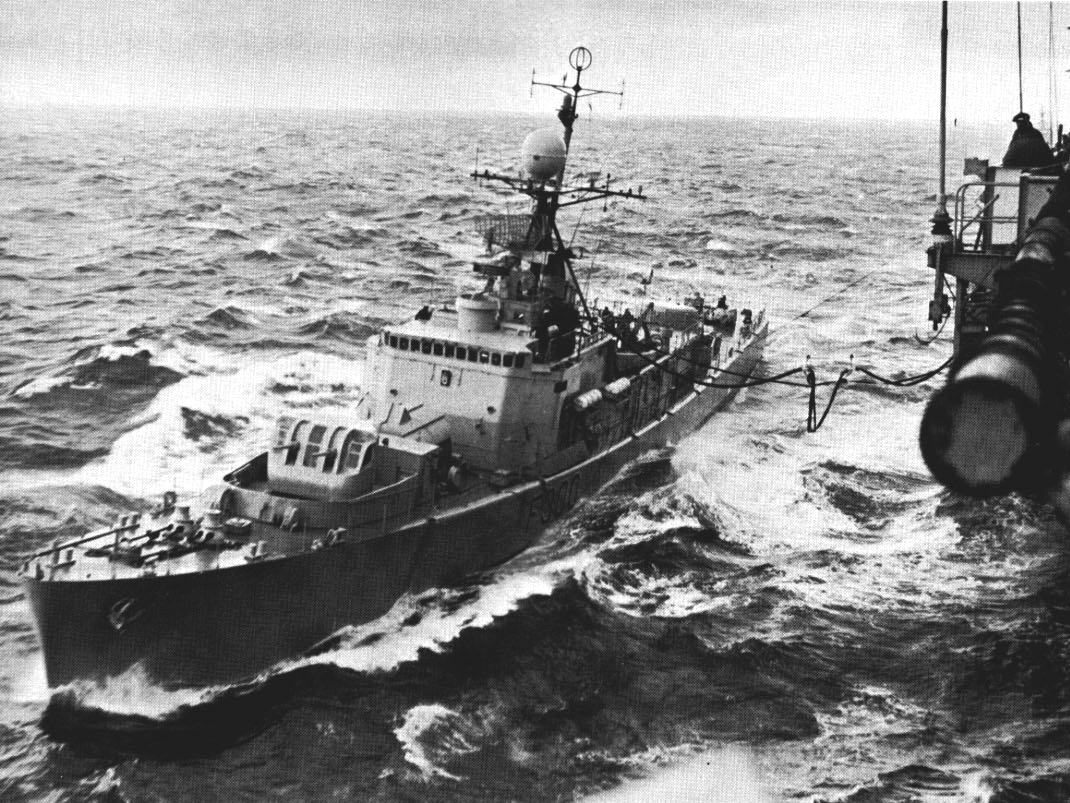
Oslo (F 300) v roce 1971

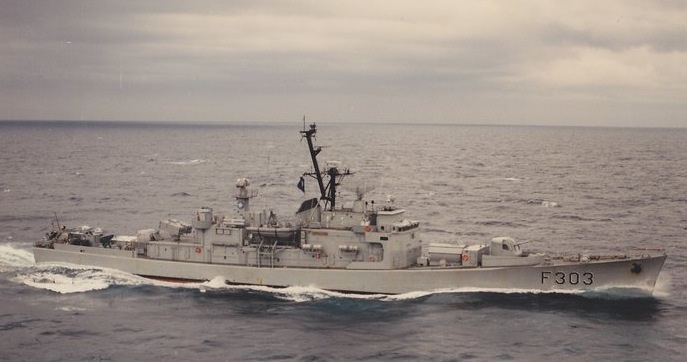
Stavanger (F 303)

Hlavňovou výzbroj tvořily dva 76mm lodní kanóny ve věži na přídi a jeden 40mm protiletadlový kanón Bofors. K ničení ponorek sloužil šestinásobný salvový vrhač raketových hlubinných pum Kongsberg Terne III. V 70. letech byla celá třída modernizována, přičemž její výzbroj doplnil osminásobný vypouštěcí kontejner Mk 29 pro protiletadlové řízené střely RIM-7 Sea Sparrow (celkem neseno 24 střel), čtyři protilodní střely Penguin Mk 1 a dále dva trojhlavňové 324mm torpédomety Mk 32, ze kterých byla vypouštěna lehká protiponorková torpéda Stingray.
Pohonný systém tvořily kotle a parní turbína s převodovkou o výkonu 14 915 kW. Lodní šroub byl jeden. Nejvyšší rychlost dosahovala 25 uzlů.